# Vòng loại Giải vô địch bóng đá thế giới 1998 – Khu vực châu Á (Vòng 2)
Các trận đấu thuộc vòng thứ hai của vòng loại Giải vô địch bóng đá thế giới 1998 khu vực châu Á diễn ra từ ngày 6 tháng 9 đến ngày 12 tháng 11 năm 1997.

## Thể thức
10 đội tuyển giành quyền tham dự từ vòng 1 được chia thành hai bảng, mỗi bảng gồm năm đội. Các đội trong mỗi bảng thi đấu với nhau theo thể thức vòng tròn hai lượt trên sân nhà và sân khách. Đội đứng đầu mỗi bảng đấu sẽ trực tiếp giành quyền tham dự Giải vô địch bóng đá thế giới 1998, còn hai đội xếp thứ nhì ở hai bảng sẽ đi tiếp vào vòng 3.
Theo thể thức ban đầu, 10 đội tuyển được dự kiến sẽ thi đấu tập trung tại một hoặc hai quốc gia trung lập, nhưng do sự không thống nhất trong việc lựa chọn địa điểm thi đấu nên FIFA đã quyết định chuyển sang thể thức sân nhà–sân khách.

## Các đội tuyển tham dự
Mười đội tuyển tham dự vòng loại thứ hai ở dưới đây đã kết thúc vòng một ở vị trí nhất bảng tương ứng của mình.
Lưu ý: Các đội tuyển in đậm vượt qua vòng loại để tham dự World Cup 1998. Các đội tuyển in nghiêng giành quyền tham dự vòng 3.
- Trung Quốc
- Iran
- Nhật Bản
- Jordan
- Kazakhstan
- Kuwait
- Qatar
- Ả Rập Xê Út
- Hàn Quốc
- UAE
- Uzbekistan

## Bốc thăm
Lễ bốc thăm cho vòng 2 được tổ chức vào lúc 12:00 CEST (UTC+2) ngày 22 tháng 7 năm 1997 tại Zürich, Thụy Sĩ.
Với tư cách là các đội tuyển đã tham dự Giải vô địch bóng đá thế giới 1994, Ả Rập Xê Út và Hàn Quốc được chọn làm hạt giống tại hai bảng đấu, mỗi đội được xếp riêng vào một bảng. Các đội còn lại được bốc thăm ngẫu nhiên.

## Lịch thi đấu
Lịch thi đấu như sau:
| Lượt đấu    | Các ngày                | Các ngày                |
| Lượt đấu    | Bảng A                  | Bảng B                  |
| ----------- | ----------------------- | ----------------------- |
| Lượt đấu 1  | 13–14 tháng 9 năm 1997  | 6–7 tháng 9 năm 1997    |
| Lượt đấu 2  | 19 tháng 9 năm 1997     | 12 tháng 9 năm 1997     |
| Lượt đấu 3  | 26 tháng 9 năm 1997     | 19–20 tháng 9 năm 1997  |
| Lượt đấu 4  | 3 tháng 10 năm 1997     | 27–28 tháng 9 năm 1997  |
| Lượt đấu 5  | 10–11 tháng 10 năm 1997 | 4 tháng 10 năm 1997     |
| Lượt đấu 6  | 17 tháng 10 năm 1997    | 11 tháng 10 năm 1997    |
| Lượt đấu 7  | 24 tháng 10 năm 1997    | 18 tháng 10 năm 1997    |
| Lượt đấu 8  | 31 tháng 10 năm 1997    | 25–26 tháng 10 năm 1997 |
| Lượt đấu 9  | 6–7 tháng 11 năm 1997   | 1–2 tháng 11 năm 1997   |
| Lượt đấu 10 | 12 tháng 11 năm 1997    | 8–9 tháng 11 năm 1997   |

## Các bảng đấu

### Bảng A
| VT | Đội         | ST | T | H | B | BT | BB | HS | Đ  | Giành quyền tham dự                |     | Ả Rập Xê Út | Iran | Trung Quốc | Qatar | Kuwait |
| -- | ----------- | -- | - | - | - | -- | -- | -- | -- | ---------------------------------- | --- | ----------- | ---- | ---------- | ----- | ------ |
| 1  | Ả Rập Xê Út | 8  | 4 | 2 | 2 | 8  | 6  | +2 | 14 | Giải vô địch bóng đá thế giới 1998 |     |             | 1–0  | 1–1        | 1–0   | 2–1    |
| 2  | Iran        | 8  | 3 | 3 | 2 | 13 | 8  | +5 | 12 | Đi tiếp vào vòng 3                 |     | 1–1         |      | 4–1        | 3–0   | 0–0    |
| 3  | Trung Quốc  | 8  | 3 | 2 | 3 | 11 | 14 | −3 | 11 |                                    |     | 1–0         | 2–4  |            | 2–3   | 1–0    |
| 4  | Qatar       | 8  | 3 | 1 | 4 | 7  | 10 | −3 | 10 |                                    | 0–1 | 2–0         | 1–1  |            | 0–2   |        |
| 5  | Kuwait      | 8  | 2 | 2 | 4 | 7  | 8  | −1 | 8  |                                    | 2–1 | 1–1         | 1–2  | 0–1        |       |        |

| Trung Quốc                              | 2–4      | Iran                                                   |
| --------------------------------------- | -------- | ------------------------------------------------------ |
| Phạm Chí Nghị 44' (ph.đ.) · Lý Minh 54' | Chi tiết | Bagheri 61' (ph.đ.) · Mahdavikia 67', 73' · Roosta 86' |

| Ả Rập Xê Út                   | 2–1      | Kuwait        |
| ----------------------------- | -------- | ------------- |
| Mehalel 43' · Al-Thuniyan 55' | Chi tiết | Abdulaziz 18' |

| Iran        | 1–1      | Ả Rập Xê Út    |
| ----------- | -------- | -------------- |
| Bagheri 64' | Chi tiết | Al-Sharani 32' |

| Qatar | 0–2      | Kuwait                         |
| ----- | -------- | ------------------------------ |
|       | Chi tiết | Al-Huwaidi 16' · Abdulaziz 88' |

| Kuwait         | 1–1      | Iran        |
| -------------- | -------- | ----------- |
| Al-Huwaidi 20' | Chi tiết | Bagheri 90' |

| Qatar             | 1–1      | Trung Quốc       |
| ----------------- | -------- | ---------------- |
| Nasir Khamees 10' | Chi tiết | Hác Hải Đông 67' |

| Iran                        | 3–0      | Qatar |
| --------------------------- | -------- | ----- |
| Daei 31' · Bagheri 42', 56' | Chi tiết |       |

| Trung Quốc        | 1–0      | Ả Rập Xê Út |
| ----------------- | -------- | ----------- |
| Trương Ân Hoa 69' | Chi tiết |             |

| Kuwait         | 1–2      | Trung Quốc                      |
| -------------- | -------- | ------------------------------- |
| Al-Huwaidi 24' | Chi tiết | Hác Hải Đông 3' · Cao Phong 89' |

| Ả Rập Xê Út | 1–0      | Qatar |
| ----------- | -------- | ----- |
| Mehalel 66' | Chi tiết |       |

| Kuwait                      | 2–1      | Ả Rập Xê Út     |
| --------------------------- | -------- | --------------- |
| Abdulaziz 48' · Mubarak 67' | Chi tiết | Al-Muwallid 31' |

| Iran                                                    | 4–1      | Trung Quốc        |
| ------------------------------------------------------- | -------- | ----------------- |
| Mansourian 2' · Roosta 44' · Bagheri 69' · Ali Daei 73' | Chi tiết | Mao Nghị Quân 87' |

| Ả Rập Xê Út     | 1–0      | Iran |
| --------------- | -------- | ---- |
| Al-Muwallid 88' | Chi tiết |      |

| Kuwait | 0–1      | Qatar        |
| ------ | -------- | ------------ |
|        | Chi tiết | Al-Noobi 10' |

| Trung Quốc                        | 2–3      | Qatar                                       |
| --------------------------------- | -------- | ------------------------------------------- |
| Cao Phong 19' · Phạm Chí Nghị 80' | Chi tiết | Al-Naemi 44' · Al-Enazi 54' · Al-Kuwari 60' |

| Iran | 0–0      | Kuwait |
| ---- | -------- | ------ |
|      | Chi tiết |        |

| Ả Rập Xê Út    | 1–1      | Trung Quốc       |
| -------------- | -------- | ---------------- |
| Al-Muwallid 4' | Chi tiết | Hác Hải Đông 10' |

| Qatar             | 2–0      | Iran |
| ----------------- | -------- | ---- |
| Al-Enazi 38', 81' | Chi tiết |      |

| Trung Quốc     | 1–0      | Kuwait |
| -------------- | -------- | ------ |
| Mã Minh Vũ 32' | Chi tiết |        |

| Qatar | 0–1      | Ả Rập Xê Út     |
| ----- | -------- | --------------- |
|       | Chi tiết | Al-Shahrani 61' |

### Bảng B
| VT | Đội        | ST | T | H | B | BT | BB | HS  | Đ  | Giành quyền tham dự                |     | Hàn Quốc | Nhật Bản | Các Tiểu vương quốc Ả Rập Thống nhất | Uzbekistan | Kazakhstan |
| -- | ---------- | -- | - | - | - | -- | -- | --- | -- | ---------------------------------- | --- | -------- | -------- | ------------------------------------ | ---------- | ---------- |
| 1  | Hàn Quốc   | 8  | 6 | 1 | 1 | 19 | 7  | +12 | 19 | Giải vô địch bóng đá thế giới 1998 |     |          | 0–2      | 3–0                                  | 2–1        | 3–0        |
| 2  | Nhật Bản   | 8  | 3 | 4 | 1 | 17 | 9  | +8  | 13 | Đi tiếp vào vòng 3                 |     | 1–2      |          | 1–1                                  | 6–3        | 5–1        |
| 3  | UAE        | 8  | 2 | 3 | 3 | 9  | 12 | −3  | 9  |                                    |     | 1–3      | 0–0      |                                      | 0–0        | 4–0        |
| 4  | Uzbekistan | 8  | 1 | 3 | 4 | 13 | 18 | −5  | 6  |                                    | 1–5 | 1–1      | 2–3      |                                      | 4–0        |            |
| 5  | Kazakhstan | 8  | 1 | 3 | 4 | 7  | 19 | −12 | 6  |                                    | 1–1 | 1–1      | 3–0      | 1–1                                  |            |            |

| Hàn Quốc                    | 3–0      | Kazakhstan |
| --------------------------- | -------- | ---------- |
| Choi Yong-soo 24', 67', 74' | Chi tiết |            |

| Nhật Bản                                              | 6–3      | Uzbekistan                                |
| ----------------------------------------------------- | -------- | ----------------------------------------- |
| Miura 4' (ph.đ.), 24', 64', 80' · Nakata 40' · Jo 44' | Chi tiết | Shatskikh 56', 77' · Fyodorov 69' (ph.đ.) |

| UAE                                                    | 4–0      | Kazakhstan |
| ------------------------------------------------------ | -------- | ---------- |
| Ali 20' · Obaid 48' · Zuhair Bakheet 75' · Mubarak 85' | Chi tiết |            |

| Hàn Quốc                              | 2–1      | Uzbekistan    |
| ------------------------------------- | -------- | ------------- |
| Choi Yong-soo 15' · Lee Sang-yoon 87' | Chi tiết | Shatskikh 74' |

| UAE | 0–0      | Nhật Bản |
| --- | -------- | -------- |
|     | Chi tiết |          |

| Kazakhstan   | 1–1      | Uzbekistan    |
| ------------ | -------- | ------------- |
| Baltiyev 84' | Chi tiết | Shatskikh 85' |

| Uzbekistan                 | 2–3      | UAE                                                      |
| -------------------------- | -------- | -------------------------------------------------------- |
| Shirshov 10' · Bazarov 90' | Chi tiết | Zuhair Bakheet 51' · Alabadla 60' · Adnan Al Talyani 85' |

| Nhật Bản      | 1–2      | Hàn Quốc                            |
| ------------- | -------- | ----------------------------------- |
| Yamaguchi 67' | Chi tiết | Seo Jung-won 83' · Lee Min-sung 86' |

| Kazakhstan    | 1–1      | Nhật Bản  |
| ------------- | -------- | --------- |
| Zubarev 90+2' | Chi tiết | Akita 23' |

| Hàn Quốc                                              | 3–0      | UAE |
| ----------------------------------------------------- | -------- | --- |
| Ha Seok-ju 8' · Yoo Sang-chul 69' · Lee Sang-yoon 81' | Chi tiết |     |

| Kazakhstan   | 1–1      | Hàn Quốc         |
| ------------ | -------- | ---------------- |
| Yevteyev 50' | Chi tiết | Choi Yong-soo 5' |

| Uzbekistan      | 1–1      | Nhật Bản  |
| --------------- | -------- | --------- |
| Kambaraliev 30' | Chi tiết | Lopes 89' |

| Kazakhstan                                | 3–0      | UAE |
| ----------------------------------------- | -------- | --- |
| Sparyshev 55' · Yevteyev 64' · Yurist 75' | Chi tiết |     |

| Uzbekistan          | 1–5      | Hàn Quốc                                                                         |
| ------------------- | -------- | -------------------------------------------------------------------------------- |
| Fedorov 61' (ph.đ.) | Chi tiết | Choi Yong-soo 19', 41' · Yoo Sang-chul 38' · Ko Jeong-woon 57' · Kim Do-hoon 70' |

| Uzbekistan                                    | 4–0      | Kazakhstan |
| --------------------------------------------- | -------- | ---------- |
| Shkvyrin 19', 33' · Fedorov 44' · Kasimov 71' | Chi tiết |            |

| Nhật Bản | 1–1      | UAE         |
| -------- | -------- | ----------- |
| Lopes 4' | Chi tiết | Mubarak 37' |

| Hàn Quốc | 0–2      | Nhật Bản              |
| -------- | -------- | --------------------- |
|          | Chi tiết | Nanami 2' · Lopes 37' |

| UAE | 0–0      | Uzbekistan |
| --- | -------- | ---------- |
|     | Chi tiết |            |

| Nhật Bản                                                       | 5–1      | Kazakhstan   |
| -------------------------------------------------------------- | -------- | ------------ |
| Akita 11' · Nakata 15' · Nakayama 44' · Ihara 66' · Takagi 88' | Chi tiết | Yevteyev 73' |

| UAE                | 1–3      | Hàn Quốc                                 |
| ------------------ | -------- | ---------------------------------------- |
| Zuhair Bakheet 58' | Chi tiết | Lee Sang-yoon 11' · Kim Do-hoon 42', 67' |

## Cầu thủ ghi bàn
Đã có 111 bàn thắng ghi được trong 40 trận đấu, trung bình 2.77 bàn thắng mỗi trận đấu.